# Friedrich Eisenlohr (matemático)
Friedrich Eisenlohr (Mannheim, 16 de julho de 1831 - Heidelberg, 21 de julho de 1904) foi um matemático alemão.
Irmão do egiptólogo August Eisenlohr.
Estudou a partir de 1849 em Göttingen, Berlim e Heidelberg, onde obteve um doutorado em 1852. Obteve dois anos depois a habilitação e foi em 1872 professor em Heidelberg. Friedrich Eisenlohr está sepultado no Bergfriedhof, Heidelberg.

## Obras
- Über das Verhältnis der Schwingungsrichtung des Lichtes zur Polarisationsebene und die Bestimmung dieses Verhältnisses durch die Beugung. In: Poggendorffs Annalen der Physik und Chemie. Neue Reihe, Band 104, Leipzig 1858, S. 337–346.
- Ableitung der Formeln für die Intensität des an der Oberfläche zweier isotropen Mittel gespiegelten, gebrochenen und gebeugten Lichtes. In: Annalen der Physik und Chemie. Neue Reihe, Band 104, 1858, S. 346–376
- Über die Erklärung der Farbenzerstreuung und des Verhaltens des Lichtes in Krystallen. In: Annalen der Physik und Chemie. Neue Reihe, Band 109, 1860, S. 215–244
- Über Flächenabbildung. In: Journal für die reine und angewandte Mathematik. Band 72, 1870, S. 143–153
- Kritische Zeitschrift für Chemie, Physik und Mathematik. hrsg. in Heidelberg von A. Kekule, F. Eisenlohr, G. Lewinstein und M. Cantor, Verlag  F. Enke, Erlangen 1858